# Tonnoiromyia spinulosa
Tonnoiromyia spinulosa är en tvåvingeart som beskrevs av Alexander 1971. Tonnoiromyia spinulosa ingår i släktet Tonnoiromyia och familjen småharkrankar. Inga underarter finns listade.